# Anna Bacciarelli
Anna Katarzyna Fortunata Magdalena Bacciarelli (ur. przed lub 23 listopada 1771 w Warszawie, zm. 1818 w Odechowie) – polska malarka, miniaturzystka i śpiewaczka.

## Życiorys
W zależności od źródeł, urodziła się w 1770 lub w listopadzie 1771 w Warszawie. Jej rodzicami byli malarze Fryderyka i Marcello Bacciarelli, którzy nauczyli Annę warsztatu malarskiego.

Malowała głównie miniatury portretowe, zdobiła tabakierki i puzderka, tworzyła także płótna historyczne oraz religijne. Stworzyła m.in. miniaturowy portret Zofii Wittowej należący do Muzeum Mielżyńskich w Poznaniu, portret nieznanej kobiety w stroju greckim oraz Popiersie mężczyzny w białej peruce znajdujący się pierwotnie w muzeum ks. Lubomirskich we Lwowie. W ołtarzu Kościoła Zwiastowania Najświętszej Maryi Panny w Odechowie znajduje się jej obraz Zwiastowanie NMP przemalowany w 1952. W Muzeum Narodowym w Warszawie znajduje się jej sygnowany rysunek: Pałac Igelstoma w czasie pożaru podczas powstania w 1794 roku. W 1797 wykonała kopię obrazu Róża autorstwa Gerarda van Spaendocka i wysłała go przebywającemu w Petersburgu królowi Stanisławowi Augustowi, który obraz odesłał.

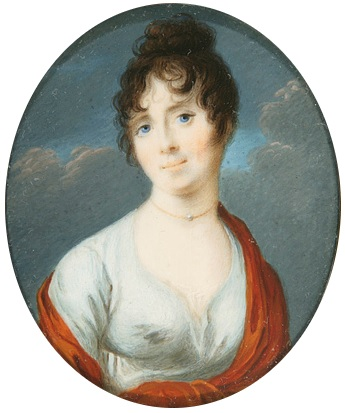
Portret damy, ok. 1800–1805, Muzeum Narodowe w Poznaniu

Znane jest kilka prac miniatur zdobiących tabakiery, które były wystawiane m.in. na Wystawie Dzieł Sztuki Stosowanej w Przemyślu w 1881 – praca Amorek strzelający z łuku, na wystawie retrospektywnej w 1898 w Warszawie – prace Stanisław August z klepsydrą i Portret dwóch uczonych (obie były kopiami dzieł ojca) oraz dwie kopie prac Rembrandta Dziewczyna w szerokim bonecie, Starzec w bonecie przy książce. Jej prace były prezentowane na wystawie Koła Artystów Polskich w 1899 roku w Warszawie, na wystawie Pamiątek starej Warszawy w 1911 oraz na IX wystawie TOnZP w 1918.
 
Anna Bacciarelli była również uzdolnioną śpiewaczką. Dawała koncerty u króla Stanisława Augusta, śpiewając po polsku i włosku. Cieszyła się za życia znacznym rozgłosem. W 1782 została sportretowana przez Louisa Marteau, a w 1801 jej miniaturowy portret według jej autoportretu wykonał Wincenty Lesseur. Miniatura znajdowała się w zbiorach Tarnowskich w pałacu w Dzikowie. Jej portret malował również jej ojciec – jeden był przeznaczony dla króla, drugi przedstawiał ojca malującego córkę. Prawdopodobnie pozowała również do obrazu ojca Damy w zawoju.     
Muzeum Narodowe w Poznaniu posiada w swoich zbiorach miniatury Bacciarelli.